# Keda (gmina)
Gmina Keda (gruz. ქედის მუნიციპალიტეტი) – jednostka administracyjna adżarskiej republiki autonomicznej w Gruzji. Siedzibą gminy jest osiedle typu miejskiego Keda. 

## Położenie
Gmina położona jest w południowej części Adżarii. 

## Ludność
Na podstawie danych statystycznych z 2024 roku gminę Keda zamieszkuje 16 300 osób. 